# Мааншан
Мааншан (китайски традиционен: 馬鞍山, опростен: 马鞍山, пинин: Mǎ'ānshān) е градска префектура в провинция Анхуей в Източен Китай. Разположен е на река Яндзъ. Мааншан е с население от 2 202 899 жители (2010 г.). Пощенските му кодове са 243000 за централната част и 243100 за други райони. Телефонният му код е 555.

## Побратимени градове
- Монтерей (Мексико)
- Хамилтън (Канада)